# Campôme
Campôme (em catalão:  Campome) é uma comuna francesa na região administrativa da Occitânia, no departamento dos Pirenéus Orientais. Estende-se por uma área de 5.26 km², e possui 111 habitantes, segundo o censo de 2018, com uma densidade de 21 hab/km².